# 略什
略什（法語：Lieuche，法語發音：[ljœʃ]）是法国滨海阿尔卑斯省的一个市镇，位于该省中西部，属于尼斯区。

## 地理
略什（43°59'47"N, 7°1'1"E）面积13.4 平方千米，位于法国普罗旺斯-阿尔卑斯-蓝色海岸大区滨海阿尔卑斯省，该省份为法国东南部沿海省份，南濒地中海，西南至瓦尔省，西北接上普罗旺斯阿尔卑斯省，北部和东部与意大利接壤。
与略什接壤的市镇（或旧市镇、城区）包括：伊隆斯、皮耶尔拉斯、里戈、蒂耶里。

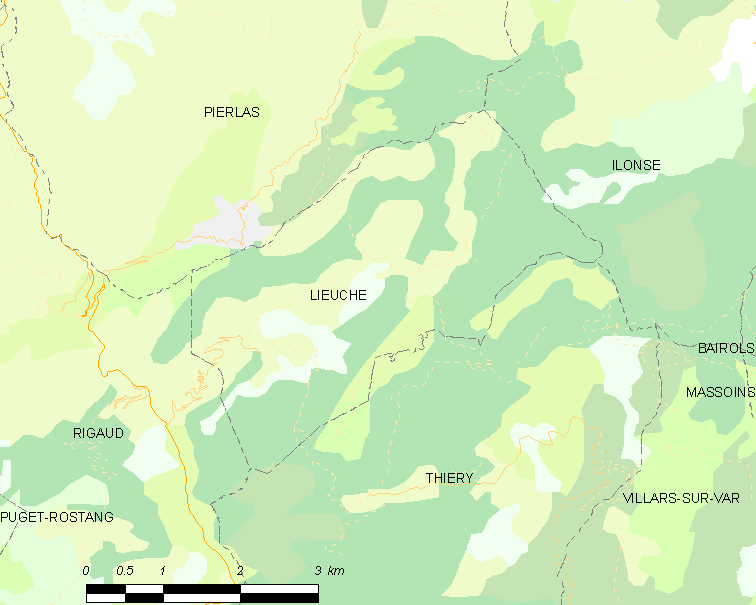
略什的OSM定位图

略什的时区为UTC+01:00、UTC+02:00（夏令时）。

## 行政
略什的邮政编码为06260，INSEE市镇编码为06076。

## 政治
略什所属的省级选区为旺斯县。

## 人口

1962-2008年间略什人口变化图示

略什于2022年1月1日时的人口数量为51人。